# John A. Thorpe
John Alden Thorpe (* 29. Februar 1936 in Lewiston, Maine; † 18. Januar 2021) war ein US-amerikanischer Mathematiker, der sich mit Differentialgeometrie befasste.
Thorpe studierte am Massachusetts Institute of Technology mit dem Bachelor-Abschluss 1958 sowie an der Columbia University mit dem Master-Abschluss 1959 und der Promotion 1963 bei James Eells (Higher Order Sectional Curvature). 1963 bis 1965 war er Moore Instructor am MIT und ab 1965 Assistant Professor am Haverford College. 1967/68 war er am Institute for Advanced Study. Ab 1968 war er Associate Professor und danach Professor an der State University of New York at Stony Brook (SUNY). Ab 1987 war er Professor und Dekan an der State University of New York in Buffalo und ab 1993 am Queens College der City University of New York, wo er auch Provost war.
Von ihm und Nigel Hitchin stammt eine nach ihnen benannte Ungleichung zwischen topologischen Invarianten, die eine notwendige Bedingung für die Existenz von Einstein-Metriken auf vierdimensionalen glatten kompakten Mannigfaltigkeiten liefert.
Von 1984 bis 1987 war er im Board of Governors der Mathematical Association of America.
Von 1998 bis 2001 war er Executive Director des National Council of Teachers of Mathematics.

## Schriften
- Elementary Topics in Differential Geometry, Springer Verlag, Undergraduate Texts in Mathematics, 1979
- Lecture Notes on Elementary Topology and Geometry (with I.M. Singer), Springer Verlag, Undergraduate Texts in Mathematics, 1967